# Botryoconis japonica
Botryoconis japonica är en svampart som beskrevs av Saito. Botryoconis japonica ingår i släktet Botryoconis och familjen Cryptobasidiaceae.   Inga underarter finns listade i Catalogue of Life.